# Coptocephala trinotata
Coptocephala trinotata es un coleóptero de la familia Chrysomelidae.
Fue descrita científicamente en 2005 por Medvedev & Beenen.